# Esaias Baitel
Esaias Baitel est un reporter-photographe et documentariste, né en 1948 à Trelleborg en Suède.

## Biographie
Esaias Baitel naît en 1948 dans une famille juive polono-lituanienne. Ses parents se sont réfugiés en Suède en 1945, en provenance d’un camp de Lübeck en Allemagne.
Il a étudié à l'université d'Uppsala puis est devenu photojournaliste.
Dans les années soixante-dix, Esaias Baitel a vécu en France à Aubervilliers, dans la banlieue de Paris. Pendant cinq ans, de 1977 à 1981, en cachant ses origines juives, il infiltre un groupe de bikers skinheads néonazi où motos, rock and roll et croix gammées vont ensemble. Ce travail aboutit à un livre publié en Suède, et à une exposition qui fait le tour du monde.
Après avoir travaillé comme photographe à New York et à Paris, il s'est installé à Jérusalem en 1982.
Membre de l’agence Viva puis de l’agence Gamma. Ses photographies ont été publiées par Paris Match, Time et Newsweek, et ont été exposées dans les plus grands musées du monde. Esaias Baitel a reçu plusieurs prix et distinctions pour son travail. Il vit et travaille entre Paris et Jérusalem.
En 1988, alors qu’il est responsable de la photo pour l’AFP à Jérusalem, il est victime des forces de l’ordre à deux reprises.

## Publications
Liste non exhaustive
- Zonen, Bokomotiv, Stockholm, 1982,  (ISBN 9789176180396)
- Purim, das jüdische Fest der Freude bei den Chassidim in Jerusalem,  Verlag Christian Brandstätter, Vienne, 1996,  (ISBN 3854476582)
- Jérusalem, éditions Marval, 2001, Paris,  (ISBN 9782862343181)

## Expositions
Liste non exhaustive 
- 1998 : « Jérusalem », Visa pour l’image, Perpignan[5]
- 2007 : « Viva 1972-1982 », Musée du Jeu de Paume, Paris

## Documentaires
- The Zone / Zonen, noir et blanc, 35 mm, Bokomotiv De Geer & Olsson AB, 2003, 10 min[2].
- Esthers bok, 2004, Bokomotiv De Geer & Olsson AB, 15 min[6].
- Four Years of Nigh, Claudius Films, Israël, 2012, 53 min[6].